# Xie Wenjun
Xie Wenjun, född 11 juli 1990, är en friidrottare från Kina. Han deltog vid olympiska sommarspelen 2012, olympiska sommarspelen 2016 och olympiska sommarspelen 2020.